# Diehlo
Diehlo (auf alten Karten auch Dielo geschrieben, niedersorbisch: Źělow) war bis 1993 eine eigenständige Gemeinde im deutschen Bundesland Brandenburg. Seit der Eingemeindung ist Diehlo ein Ortsteil von Eisenhüttenstadt. Im Jahr 1875 lebten 353 Menschen in Diehlo, 1946 waren es 538 und 1992, kurz vor der Eingemeindung, gab es 268 Einwohner.

## Lage und Umgebung
Das Dorf liegt etwa fünf Kilometer südwestlich von Eisenhüttenstadt und wird von diesem durch die bis zu 116 Meter hohen Diehloer Berge getrennt. Benachbarte Orte sind im Süden Möbiskruge und im Westen Fünfeichen.

## Geschichte
Am 6. Dezember 1993 wurde Diehlo nach Eisenhüttenstadt eingemeindet.

## Verkehr
In nordsüdlicher Richtung verläuft durch Diehlo die Landesstraße 43.

## Internetausbau
Nach dem Beschluss "Brandenburg Glasfaser 2020" wurde für Diehlo festgelegt, dass eine Glasfaserleitung (50 Megabit pro Sekunde) bis Ende März 2015 verfügbar sein soll. Der Ausbau wird durch die Deutsche Telekom vorgenommen.